# Boeotarcha limbata
Boeotarcha limbata là một loài bướm đêm trong họ Crambidae.